# Worms Rumble
Worms Rumble (з англ. — «Черв'яки: Розбірка») — відеогра серії Worms у жанрах бойовик і королівська битва, розроблена і видана британською компанією Team17. Вихід відбувся 1 грудня 2020 на платформах Windows, PlayStation 4 і PlayStation 5. 23 червня 2021 гра вийшла на Xbox One, Xbox Series X/S і Nintendo Switch.
На відміну від багатьох інших ігор серії, битви у Worms Rumble відбуваються в реальному часі. Гравець у межах великого бойовища управляє одним черв'яком, якому є доступна різноманітна зброярня, за допомогою якої необхідно вбивати інших черв'яків, намагаючись при цьому вижити самому. За участь в ігрових поєдинках присуджуються очки досвіду та внутрішньоігрова валюта, що дозволяють отримати доступ до нових предметів для зміни черв'яків і зброї. На вибір гравцю надані такі режими, як «Навчання», «Бій на смерть», «Останній загін» та «Останній черв'як».
Ігрова преса залишила змішані, але переважно схвальні відгуки про Worms Rumble. Оглядачі удостоїли похвали захоплюючий ігровий процес та якісне технічне виконання гри, але, водночас, критиці зазнали спрощені механіки і нестача змісту.

## Ігровий процес

Поєдинок у режимі «Бій на смерть». На відміну від більшості інших частин серії, Worms Rumble надає ігровий процес у реальному часі

Worms Rumble є грою-бойовиком, виконаною в тривимірній графіці з боковим скролінґом. На відміну від більшості інших ігор серії, у Worms Rumble бої відбуваються в реальному часі, а не в покроковому вигляді. Гравець управляє одним черв'яком, у котрого є різна зброярня, що включає власне зброю, гранати, спорядження та корисні предмети. Зброю можна знайти в ящиках, що з'являються у випадкових місцях бойовища, або на місці вбитого черв'яка (при смерті черв'яка його спорядження випадає з нього). При пошкодженні черв'яка, його здоров'я спустошується, і якщо воно досягне нуля, то черв'яка буде вибито. Після смерті свого черв'яка гравець має можливість спостерігати за подальшим ходом битви. На відміну від інших ігор серії, при падінні з великої висоти черв'як не втрачає здоров'я, але швидко оглушується. Крім іншого, черв'як може пересуватися місцевістю перекочуючись, користуватися прихованими місцями (при перебуванні черв'яка в них інші гравці його не бачать) і швидко переміщуватись бойовищем за допомогою ліфтів, ескалаторів, тросів і батутів. Бойовища в грі також містять численні об'єкти, що руйнуються, які відрізняються від неруйнівних своєрідним сяйвом, і динамічні об'єкти, що змінюють будову місцевості в ході бою (наприклад, поїзди і ракети).
Зброярня черв'яка відрізняється великим розмаїттям. Зброя є основним засобом знищення ворогів. Боєприпаси поділяються на балістичні, розривні й особливі. До зброї відносяться, наприклад, бейсбольна бита (особливий, перманентний, нескінченний предмет зброярні, дозволяє відбивати ворожих черв'яків і снаряди) і штурмова гвинтівка (балістичний боєприпас, має високу скорострільність, але заподіє невеликої шкоди). Перезаряджання зброї (за винятком бейсбольної бити) проводиться автоматично після закінчення набоїв поточної обойми або аби-коли охота самому гравцю. При повному закінченні патронів та чи інша зброя стає недоступною до наступного знаходження набоїв або зовсім зникає. Гранати представлено трьома видами: власне граната (стандартна, вибухає через кілька секунд після кидка), бананова бомба (після потужного вибуху розлітається на ще кілька вибухових бомб) і свята граната (має потужніший вибух). До спорядження відносяться гачок-кішка (чіпляється за тверду поверхню, притягуючи до себе черв'яка на ланцюгу) і реактивний ранець (дозволяє перебувати в польоті до закінчення палива). Корисні предмети включають аптечку (поповнює запас здоров'я на 50 одиниць) і напій-енергетик (створює щит у вигляді додаткового здоров'я, беручи удар на себе). Одночасно черв'як може мати при собі два види зброї (не рахуючи бейсбольну биту) та по одному виду гранат, спорядження і корисних предметів.
Worms Rumble має чотири режими гри: 
- У «Навчанні» можна ознайомитися з особливостями гри, випробувати різну зброю та потренуватися у знищенні цілей за відведений час; це єдиний однокористувацький режим, і містить лише одну локацію.
- У режимі «Бій на смерть» гравці змагаються у кількості вбивств, а після смерті черв'як відроджується у випадковому місці бойовища[7][пр. 1].
- У режимах на знищення — «Останній загін» й «Останній черв'як» — спочатку потрібно вибрати своє вихідне положення в одній із зон бойовища, а сам бій проходить на арені, що стало зменшується (певні області бойовища заповнюються «штормом» — простором зеленого кольору, що завдає шкоди черв'якам); особливістю режимів на знищення є можливість доставки запасів — вона здійснюється активацією розташованих у різних місцях бойовища особливих майданчиків, які потім перетворюються на ящики з арсеналом[7]. Також за вбивство черв'яків у цих режимах поповнюються здоров'я і щит.
  - Режим «Останній загін» передбачає розподіл гравців на команди, як наслідок, переможною вважається команда, в котрій залишився живим хоча б один черв'як, тоді як в інших загонах не лишилося жодного; особливість режиму — можливість відправити гравця в нокаут, і якщо член відповідної команди не встигне його оживити до цілковитої втрати здоров'я, то вбитий гравець не зможе повернутися в бій.
  - «Останній черв'як» — аналог королівської битви, де кожен гравець сам за себе, тобто необхідно вбивати ворожих черв'яків і переможцем стає останній єдиний живий черв'як[7].

За участь у битвах гравець накопичує очки досвіду, досягнення певної кількості яких підвищує рівень гравця: чим вищий рівень, тим більше гравцеві доступно режимів і предметів для зміни зовнішності черв'яка. Для кожної зброї також передбачені окремі рівні, і щоб збільшити очки досвіду для зброї, необхідно завдавати шкоди і вбивати черв'яків тією чи іншою зброєю: чим вищий рівень тієї чи іншої зброї, тим більше для неї доступно предметів зміни дизайну. Деякі предмети для зміни зовнішності черв'яка і зброї потрібно купувати за внутрішньоігрові гроші, що нараховується за участь у битвах. Предмети дизайну, залежно від своєї рідкості і складності їхнього отримання, поділяються на звичайні, незвичайні, рідкісні, епічні та легендарні. Крім того, пророблені щоденні випробування (до трьох за один день), сезонні події та спільні проєкти спільноти, за які гравці отримують додатковий досвід і нагороди; до таких відносяться, наприклад, вбивство певної кількості черв'яків, бої з модифікованою зброєю тощо. Крім цього, є підтримка трофеїв і досягнень.

## Розроблення та вихід гри
9 березня 2020 року було оприлюднено перший тизер-трейлер нової частини серії Worms. Worms Rumble було звіщено 1 липня 2020: цього дня розробники, Team17, випустили перший трейлер проєкту. На відміну від більшості інших ігор серії Worms, нова частина представляє ігровий процес у реальному часі, а не покроковий (попередньою такою грою була Worms Blast 2002). Випустити гру було заплановано 2020 року на платформах Windows, PlayStation 4 і PlayStation 5. Розробники обіцяли онлайн-мультиплеєр (який, серед іншого, можливий в кросплатформному варіанті), що підтримує до 32 гравців, а також одиночні і багатокористувацькі режими ігри, включаючи королівську битву. Заявлено також можливість персоналізації черв'яків та численну зброю, серед якої є як стара, так і нововведена. У версії для PlayStation 5 реалізовано підтримку пристосовних триґерів контролера DualSense. У заяві, спрямованій для преси, провідний дизайнер Адам Фіндлі назвав Worms Rumble «значним переосмисленням досвіду Worms» і сказав, що він сподівається, що досвід кросплею на 32 гравця «об'єднає співтовариство і новачків у серії чудового черв'ячного побоїща». З 15 по 20 липня пройшло закрите бета-тестування гри, на яке могли записатися всі охочі.
8 жовтня відкрилося попереднє замовлення Worms Rumble в Steam, випущено трейлер, що показує нову локацію і спорядження, та стало відомо, що гра вийде 1 грудня. Worms Rumble доступна в стандартному, а також Deluxe-виданні, яке окрім основної гри містить набори «Новий іспитник» (New Challenger, ексклюзивне доповнення для попереднього замовлення гри в Steam) і «Легенди» (Legends, преміальне завантажуване доповнення), що включають додатковий контент в вигляді предметів для редагування черв'яків та зброї. Окрім того, розробники повідомили про друге — відкрите — бета-тестування гри, яке почалося 6 листопада і тривало до 9 листопада. Вихід Worms Rumble відбувся 1 грудня 2020. Разом з виходом гри став доступним для покупки набір «Зірки бойовиків» (Action All-Stars Pack), що включає три додаткові костюми для черв'яків. Крім того, Worms Rumble для консолей PlayStation була доступна для безкоштовного завантаження до 4 січня 2021 в рамках підписки PlayStation Plus; також власникам підписки є доступний особливий ексклюзивний набір PlayStation®Plus. Згодом розробники продовжили підтримку гри, виправляючи технічні помилки, вносячи корективи в ігровий баланс, додаючи новий контент і можливості та випускаючи нові завантажувані доповнення, що включають предмети персоналізації черв'яків і зброї – набір емоцій (Emote Pack), набір забарвлень зброї «Армагедон» (Armageddon Weapon Skin Pack), подвійний набір «Капітан й акула» (Captain & Shark Double Pack), набір «Кішки проти собак» (Cats & Dogs Double Pack), набір «Честь і смерть» (Honor & Death Pack), подвійний набір «Пограбування банку» (Bank Heist Double Pack) та подвійний набір «Космічний черв'як й іншопланетянин» (Spaceworm and Alien Double Pack). 16 березня 2021 року Worms Rumble було анонсовано для Xbox One, Xbox Series X/S та Nintendo Switch. Вихід для цих платформ (з наявністю різного ексклюзивного костюма черв'яків для кожної з них) відбувся 23 червня 2021 року.

## Оцінки і думки
| Агрегатор  | Оцінка                                                        |
| ---------- | ------------------------------------------------------------- |
| Metacritic | 71/100 (XS) 70/100 (PS5) 68/100 (PS4) 68/100 (ПК) 57/100 (NS) |

| Видання       | Оцінка |
| ------------- | ------ |
| Destructoid   | 6,5/10 |
| Jeuxvideo.com | 14/20  |
| Nintendo Life | 5/10   |

Worms Rumble отримала змішані відгуки від критиків, але здебільшого вони мають схвальний характер. До переваг рецензенти віднесли захоплюючий ґеймплей та приємний візуальний стиль, але серед недоліків відзначили простоту деяких ігрових механік і малу кількість ігрового вмісту. На сайті Metacritic середня оцінка складає 71 бал зі 100 можливих у версії для Xbox Series X/S, 70/100 — для PlayStation 5, 68/100 — для PlayStation 4 і ПК, 57/100 — для Switch.
Нетиповий, але захоплюючий ігровий процес, великі і різноманітні арени, й навіть яскрава графіка зустріли зі схвальним відгуком. Оглядач Destructoid Кріс Картер зазначив, що Worms Rumble «може бути захоплюючою», і похвалив досить різноманітні і величезні арени, а також відмінну бойову систему, яка, на думку критика, подекуди навіть перевершує таку у «покрокових» іграх серії. Емануеле Феронато, рецензент The Games Machine, назвав Worms Rumble «симпатичною і барвистою» грою, а також висловив позитивну думку про динамічну, веселу дію та недовгу довжину матчів. L’avis de Ayden_, представник сайту Jeuxvideo.com, заявив, що гра «має потенціал», і відніс до її плюсів веселі та шалені бої, переконливу формулу королівської битви, а також чудові і різноманітні карти. На думку Олексія Ліхачова (StopGame.ru), «після чергового матчу [Worms Rumble] виникає бажання запустити ще один», і позитивно було прийнято нестандартний для Worms ґеймплей, а також приємний візуальний стиль; до того ж рецензент був під враженням від підтримки пристосовних триґерів на PS5. Критик Nintendo Life, Оллі Рейнольдс, відніс до переваг Worms Rumble швидкий і веселий ігровий процес, фірмові для серії візуальний стиль і звук та безліч видів зовнішності черв'яків.
Розчарування у критиків викликали відсутність режимів одиночної та локальної гри, а також брак вмісту, через що Worms Rumble, за їхніми словами, не здатна надовго захопити гравців. Картер був засмучений повною відсутністю офлайн-режимів, а також зазначив, що через брак контенту гра досить швидко набридає. Феронато зауважив, що розрахований на багато користувачів сервер містить велику кількість проблем, а сама гра наразі «занадто проста» для любителів Battle Royale. Схожі проблеми відзначив і L'avis de Ayden_: контенту справді замало, а повна відсутність локального режиму, на його думку, відверне від гри деяких фанатів серії. Лихачов заявив, що «Королівська битва» у грі не така цікава, як «Бій на смерть», а контенту поки замало. Оглядач ресурсу XboxAddict.com, Адам Ділева, хоч і зазначив, що у Worms Rumble збережено традиційний візуальний стиль і гумор, проте різка зміна жанру потребує деякого звикання, а людей, незнайомих із серією Worms, вона зможе захопити лише на обмежений час[25]. Рейнольдс, окрім іншого, розкритикував довгий пошук сесій режимів королівської битви, відсутність повністю руйнованого оточення (через це, на його погляд, гра втратила чарівність серії), а також мала кількість бойовищ, які, до того ж, сильно перевантажені фоновими об'єктами, утрудняють орієнтування на місцевості (що, як зазначив рецензент, ще більше посилюється, якщо грати на екрані Switch).